# Iwan Snihurski
Iwan Snihurski (ur. 18 maja 1784 w Brześcianach, zm. 24 września 1847 w Przemyślu) – greckokatolicki biskup przemyski (od 1818), filantrop i mecenas.

## Życiorys
Zarówno ojciec, jak i matka pochodzili z rodzin duchownych greckokatolickich (matka z Werbyckich). Snihurski ukończył gimnazjum w Samborze, studia filozoficzne i teologiczne na Uniwersytecie Lwowskim, następnie wydział teologiczny Uniwersytetu Wiedeńskiego. W 1807 został wyświęcony na diakona, a w 1808 przyjął święcenia kapłańskie.
Działacz Towarzystwa Duchownych, odnowiciel przemyskiego greckokatolickiego seminarium duchownego. Założył w Przemyślu dużą bibliotekę i drukarnię, jak również utworzył sieć ukraińskich szkół parafialnych (385 szkół na 697 parafii, 24 szkoły trywialne i 2 główne), fundował stypendia dla ukraińskich studentów. Za jego rządów Przemyśl stał się centrum ukraińskiej oświaty muzycznej.
Został pochowany na nieistniejącym cmentarzu przy ul. Konarskiego. 7 października 1897 jego doczesne szczątki zostały uroczyście przeniesione do podziemi ówczesnej katedry greckokatolickiej w Przemyślu (dziś kościół karmelitów).
Od 1881 jego imię nosi jedna z ulic na Władyczu.

## Literatura
- Włodzimierz Mokry: Ruska Trójca. Karta z dziejów życia literackiego Ukraińców w Galicji w pierwszej połowie XIX wieku. Kraków, 1997. ISBN 83-905-2803-7.